# Maronas
Maronas (griechisch Μάρωνας, türkisch Uluçam) ist eine verlassene Gemeinde im Bezirk Paphos in der Republik Zypern. Bei der Volkszählung im Jahr 2021 hatte sie keine Einwohner.

## Name
Auf alten Karten ist es als Marona markiert. Einige behaupten, dass der Ortsname darauf hindeutet, dass das Dorf einst eine maronitische Bevölkerung hatte. Jack C. Goodwin behauptet jedoch, dass der Name von einem mythologischen Priester aus Thrakien stammt. Im Jahr 1958 nahmen die Zyperntürken den alternativen Namen Uluçam an, was so viel wie „prächtige Kiefer“ bedeutet.

## Lage und Umgebung

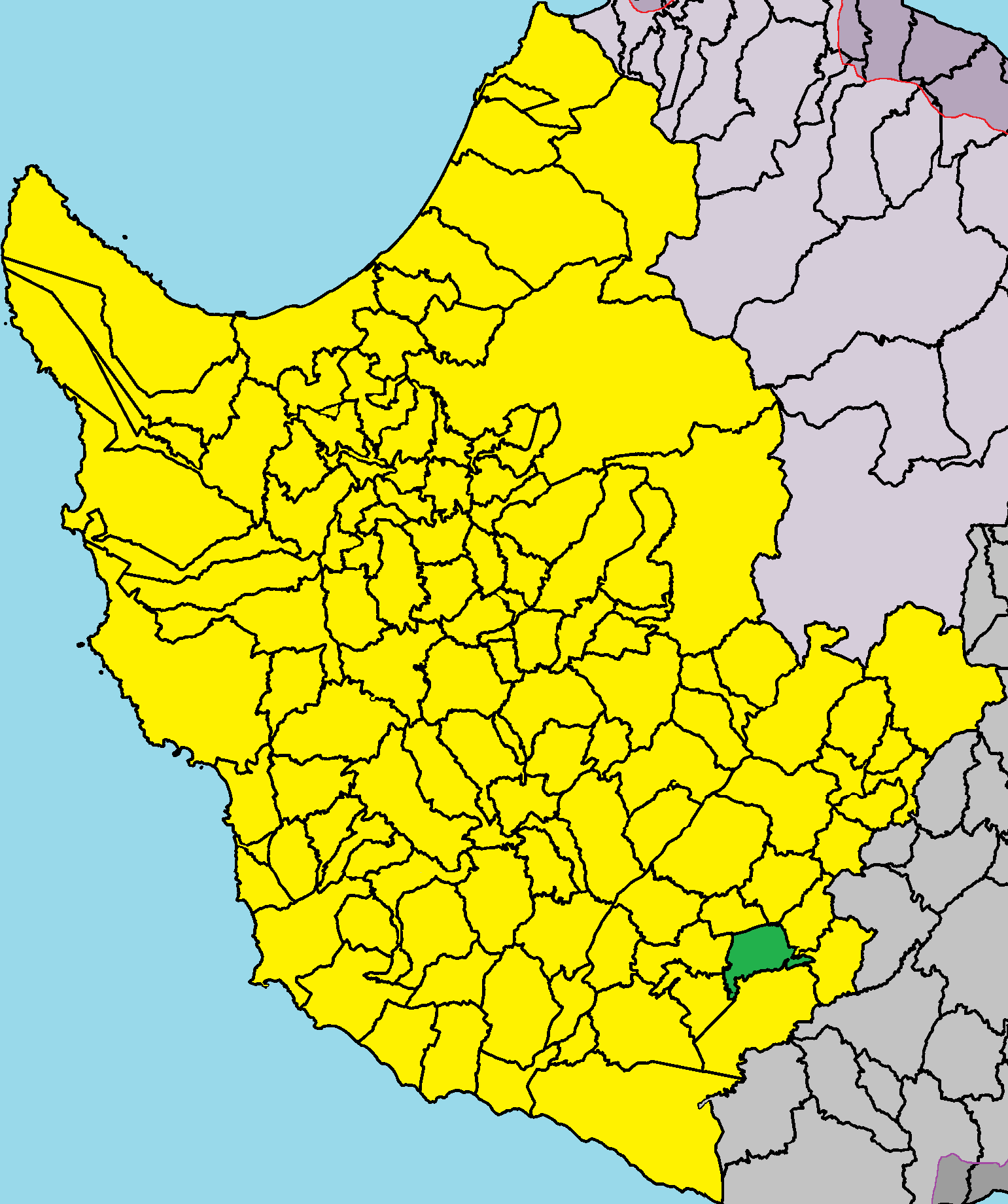
Lage im Bezirk Paphos

Maronas liegt im Süden der Mittelmeerinsel Zypern auf einer Höhe von etwa 395 Metern, etwa 34 Kilometer östlich von Paphos, 52 Kilometer nordwestlich von Limassol und 118 Kilometer südwestlich von Nikosia. Das 7,13642 Quadratkilometer große Dorf grenzt im Norden an Agios Georgios und Trachypedoula, im Osten an Prastio und Mousere, im Süden an Pano Archimandrita und im Westen an Fasoula und Mamonia. Das Dorf kann über Abzweige der Straße F616 erreicht werden.
Die durchschnittliche jährliche Niederschlagsmenge beträgt etwa 550 Millimeter. Geologisch betrachtet wird das Gebiet von den Ablagerungen der Lefkara-Formation (Kreide, Mergel und Keratolithe), den Gesteinen des Mamonia-Komplexes, den Serpentiniten, den Tonen der Monis-Formation und den jüngsten alluvialen Ablagerungen des Holozäns dominiert. Auf diesen Gesteinen entwickelten sich kalkhaltige und alluviale Böden sowie Böden der Mamonia-Formation.

## Bevölkerungsentwicklung
Während der interkommunalen Spannungen Ende der 1950er Jahre ließen die meisten Zyperngriechen ihre Häuser zurück und zogen in umliegende Dörfer. Während des interkommunalen Konflikts von 1963 bis 1964 diente Maronas als Aufnahmezentrum für vertriebene Zyperntürken aus Pano Archimandrita. Richard Patrick verzeichnete 1971 noch 35 vertriebene Zyperntürken im Dorf. Er schätzte die Gesamtbevölkerung auf 125. Die meisten dieser Vertriebenen blieben bis 1975 in Maronas und zogen dann nach Nordzypern.
Das Dorf wurde während der Türkischen Invasion Zyperns 1974 nicht von zyperngriechischen Streitkräften angegriffen. Die meisten Bewohner flohen jedoch aus dem Dorf über die Berge in den Norden oder suchten Zuflucht bei den britischen Stützpunkten, um im Januar 1975 in den Norden verlegt zu werden. Die restlichen Personen wurden am 16. August 1975 unter UNFICYP-Eskorte in den Norden evakuiert. Nach dem Abzug der Zyperntürken ließ sich niemand mehr im Dorf nieder.
Die folgende Tabelle zeigt die Bevölkerung des Dorfes, wie sie in den in Zypern durchgeführten Volkszählungen erfasst wurde.
| Jahr      | 1881 | 1891 | 1901 | 1911 | 1921 | 1931 | 1946 | 1960 | 1976 | 1982 | 1992 | 2001 | 2011 | 2021 |
| Einwohner | 108  | 100  | 121  | 110  | 128  | 119  | 112  | 108  | 0    | 0    | 0    | 0    | 0    | 0    |